# شهروند ایالات متحده آمریکا

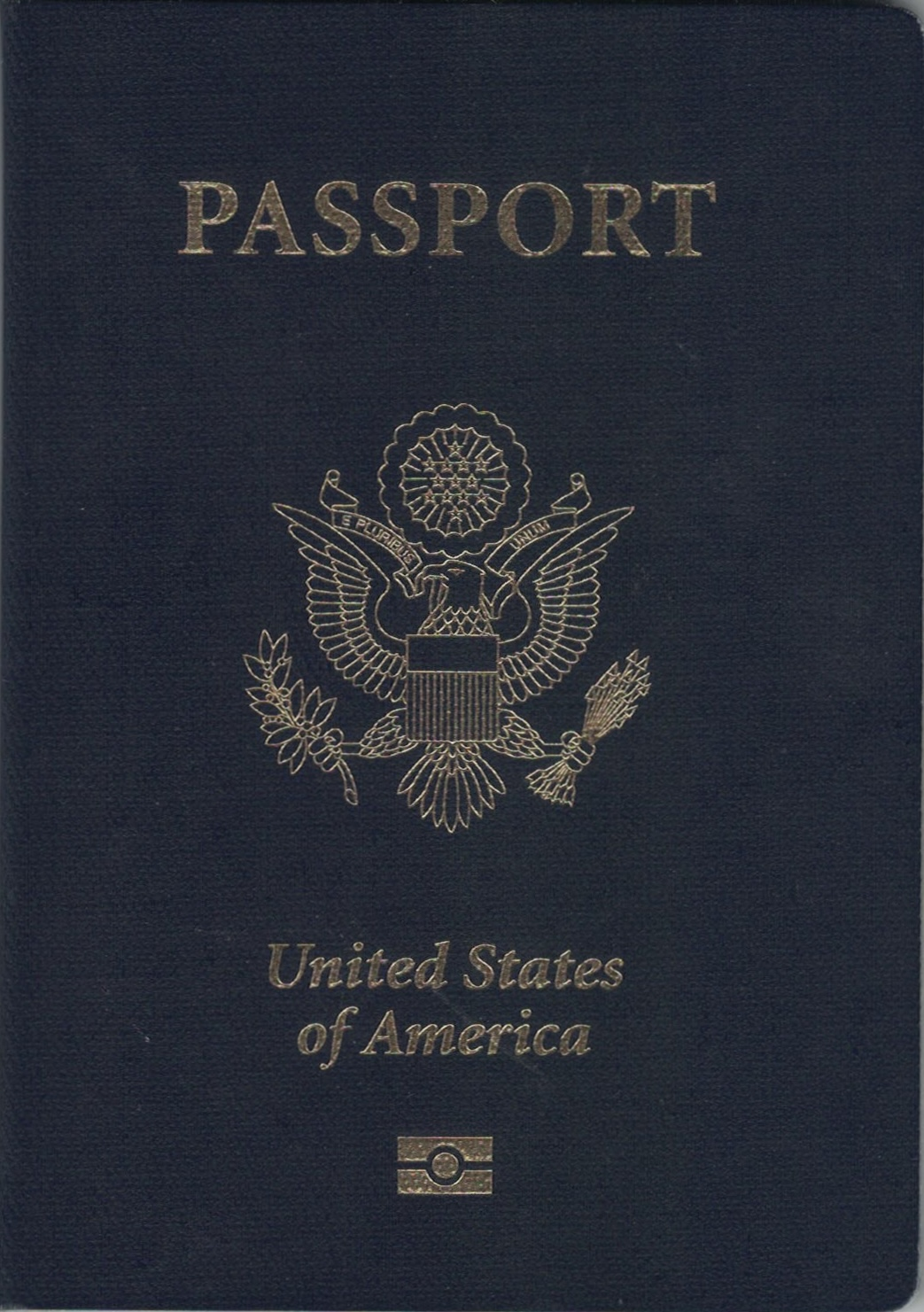
گذرنامهٔ ایالات متحده آمریکا

شهروندی در ایالات متحده به افرادی گفته می‌شود که دارای امتیازات و مزایای ایالات متحده بوده و دارای حق زندگی و کار در آمریکا و گرفتن کمک و خدمات دولتی هستند. می‌توان شهروندی آمریکا را پس از قبولی در برنامه و اقامت در آمریکا به‌دست آورد.

## تاریخچه
در دوره مستعمره بودن آمریکا شهروندی به عنوان یک رابطه فعال بین مردان آغاز شد که برای حل مشکلات شهرداری‌ها و مشارکت، فعالانه در تصمیم‌گیری‌های دموکراتیک مانند جلسات شورای شهر نیو انگلند با یکدیگر همکاری می‌کردند. مردان به‌طور منظم با یکدیگر دیدار می‌کردند تا دربارهٔ امور محلی بحث و گفتگو و تصمیم‌گیری کنند. به گفته الکسی دو توکویل در سال ۱۸۳۵ این نشست‌های شهری به عنوان «نخستین شکل دموکراسی آمریکا» توصیف شدند که از آنجا که مشارکت شهروندان در امور عمومی به «مستحکم» نگاه داشتن دموکراسی کمک می‌کرد، حیاتی بود. نیروهای گوناگون این رابطه را در طول تاریخ این کشور تغییر دادند. شهروندی کمتر از قبل با مشارکت در سیاست و بیشتر به عنوان یک رابطه قانونی با حقوق و مزایای همراه تعریف شد. در حالی که قلمروی مشارکت مدنی در حوزه عمومی کاهش‌یافته‌است، امتیاز شهروندی به گونه‌ای گسترش‌یافته‌است که نه تنها مردان بالغ سفیدپوست بلکه مردان سیاهپوست و زنان بزرگ‌سال را نیز در بر می‌گیرد.
دیوان عالی در پرونده ایالات‌متحده آمریکا در برابر وانگ کیم آرک در سال ۱۸۹۸ تأیید کرد که بر پایه عبارت شهروندی متمم چهاردهم هر چینی تباری که در ایالات‌متحده زاده شده‌است، شهروند آمریکا می‌شود. این موضوع از کسب تابعیت متمایز است.. در سال ۱۹۲۲ دیوان در پرونده اوزاوا در برابر ایالات‌متحده آمریکا حکم کرد که بر اساس قانون آن زمان آمریکا یک شخص ژاپنی، زاده ژاپن ولی ساکن در آمریکا به مدت ۲۰ سال نمی‌تواند تابعیت کسب کند. در سال ۱۹۲۳ در پرونده ایالات متحده در برابر باگات سنگ تند، حکم کرد که یک شخص هندی نمی‌تواند تابعیت کسب کند. در حکم اوزاوا آمده بود که «در همه اعطای لوایح شهروندی از سال ۱۷۹۰ تا ۱۹۰۶ امتیاز اعطای تابعیت محدود به افراد سفیدپوست (با الحاق افراد آفریقایی‌تبار در سال ۱۸۷۰) بود.» جدیدترین قانون در آن زمان قانون سال ۱۹۰۶ بود.
لایحه تابعیت برابر سال ۱۹۳۴ برای نخستین بار اجازه داد به فرزند متولد خارج از آمریکا با مادر آمریکایی و یک مرد بیگانه که قبل از سن ۱۸ سالگی وارد خاک آمریکا شده بود و مدت پنج سال در ایالات‌متحده زندگی کرده بود، درخواست تابعیت کند. این قانون همچنین فرایند اعطای تابعیت را برای شوهران بیگانه زنان آمریکایی تسریع کرد. این قانون تساوی را در دور از وطنی، مهاجرت، اعطای تابعیت و قوانین بازگشت به وطن بین زنان و مردان برقرار کرد.. با این حال، عطف به ماسبق نشد و توسط قوانین بعدی، مانند قانون تابعیت ۱۹۴۰ اصلاح شد.

## شهروندی بر پایه تولد
متمم چهاردهم قانون اساسی ایالات متحده آمریکا اصل حق شهروندی بر پایه تولد را اینگونه تصریح می‌کند:
«همه افرادی که در ایالات متحده زاده شده‌اند یا تابعیت آن را گرفته‌اند و مشمول قوانین آن می‌شوند، شهروند ایالات متحده و ایالتی هستند که در آن سکونت دارند.»

## شهروندان افتخاری ایالات متحده آمریکا
- ۱۹۶۳: وینستون چرچیل نخست‌وزیر پیشین بریتانیا.
- ۱۹۸۱: رائول والنبرگ دیپلمات سوئدی که نزدیک به ۱۰۰ هزار یهودی مجار را در زمان جنگ جهانی دوم از دست نازی‌ها نجات داد.
- ۱۹۸۴: ویلیام پن بنیانگذار پنسیلوانیا و همسر دومش هانا کالویل پن.
- ۱۹۹۶: مادر ترزا نیکوکار اهل آلبانی.
- ۲۰۰۲: ژیلبر دو موتیه دو لافایت قهرمان فرانسوی جنگ انقلاب آمریکا.
- ۲۰۰۹: کازیمیر پولاسکی نظامی لهستانی کشته شده در جنگ انقلاب آمریکا.
- ۲۰۱۴: برناردو د گالوز قهرمان اسپانیایی جنگ انقلاب آمریکا.